# Сборник сведений и материалов по ведомству министерства финансов
«Сборник сведений и материалов по ведомству министерства финансов» — журнал, выходивший в Санкт-Петербурге с 1865 по 1867 годы.

## История
«Сборник сведений и материалов по ведомству министерства финансов» выходил в Санкт-Петербурге ежемесячно в 1865—1867 годах.
Редактировал журнал А. К. Корсак, начиная с 1866 года — Н. Юханцев.
В журнале публиковались сведения о текущем государственном бюджете, о бюджетах иностранных государств, годовые отчеты о состоянии русской внутренней и внешней торговли, обозрения торговли по отдельным губерниям, извлечения из отчетов консулов иностранных государств и т. п. Кроме того, печатались статьи по истории русских финансов, по истории и статистике отдельных отраслей русской промышленности и торговли и библиография финансовая, торговая и промышленная.